# Anton Benya
Anton Benya (* 8. Oktober 1912 in Wien; † 5. Dezember 2001 ebenda) war ein österreichischer Gewerkschafter und Politiker (SPÖ).

## Leben
Benya besuchte Volks- und Bürgerschule in Wien und begann 1926 eine Lehre zum Elektromechaniker. Er schloss sich der Sozialdemokratie an und wurde in den Freien Gewerkschaften aktiv, die 1934 aufgrund der austrofaschistischen Machtübernahme nach dem Bürgerkrieg verboten wurden. Wegen dieser nun illegalen Tätigkeit wurde Benya zweimal (1934 und 1937) inhaftiert. Nach Kriegsende wurde er Funktionär des neu formierten Österreichischen Gewerkschaftsbundes (ÖGB) und trat noch 1945 der Gewerkschaft Metall-Bergbau-Energie bei.
1948 wurde er einer der leitenden ÖGB-Sekretäre, 1959 Vizepräsident und schließlich am 5. ÖGB-Kongress (23.–27. September 1963 in Wien) Präsident des Gewerkschaftsbundes; seine Wahl erfolgte am 27. September 1963 einstimmig. Dieses einflussreiche Amt hatte er bis zum 11. ÖGB-Kongress (5.–9. Oktober 1987) inne und war – wie seine ÖVP-Gegenspieler Erwin Altenburger und Rudolf Sallinger – ein bedeutender Verfechter der Sozialpartnerschaft, die für Österreichs politisch-wirtschaftliche Entwicklung entscheidend war. Bekannt ist die nach Benya benannte Benya-Formel zur Lohnfindung, nach der sich die Lohnerhöhung an Inflations- und Produktivitätserhöhung orientieren solle.
Zwischen 1956 und 1986 war Benya Abgeordneter zum Nationalrat und vom 4. November 1971 bis 17. Dezember 1986 der am längsten dienende Erste Nationalratspräsident der Republik Österreich. In dieser Zeit galt er neben Bruno Kreisky, der seit 1970 die SPÖ-Alleinregierung führte, als wichtigster Politiker der Sozialistischen Partei. Als solcher bemühte er sich – zusammen mit Kreisky – um eine Aussöhnung zwischen sozialdemokratischer Arbeiterschaft einerseits und der katholischen Kirche anderseits, worin ihm der Wiener Erzbischof, Kardinal Franz König, entgegenkam.
Benya war von 1990 bis 1993 Präsident des SK Rapid Wien und ab 1993 dessen Ehrenpräsident. Bezüglich dieser Funktion, aber auch bezüglich jener des langjährigen Präsidenten des Aufsichtsrates des Unternehmens Konsum Österreich, wurde gelegentlich Kritik an seiner wirtschaftlichen Leitungskompetenz laut.

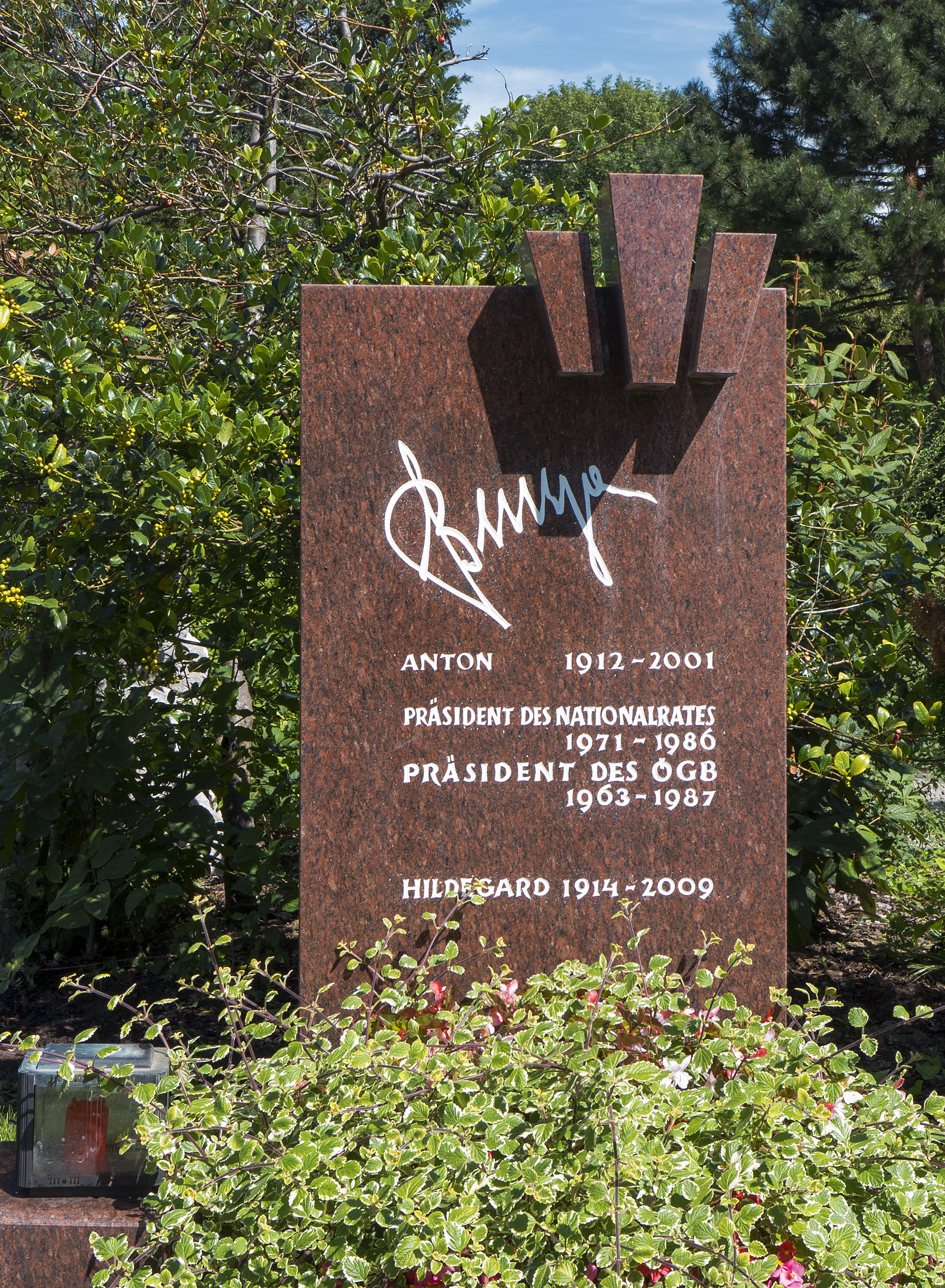
Grab Anton Benyas am Zentralfriedhof

Zu Ehren von Anton Benya wurden der von der Arbeiterkammer Wien verwaltete Anton-Benya-Park in Wieden und das Anton Benya Haus in der Arndtstraße 65–67 (Meidling) benannt. Im Jahr 2017 wurde in Meidling an der Südbahn nahe dem Südwestfriedhof die Benyastraße nach ihm benannt.
Seine vielen Präsidentschaften (u. a. Rapid Wien, ÖGB, Nationalrat) brachten ihm den Beinamen „der Präsident“ ein.
Anton Benya ruht in einem Ehrengrab auf dem Wiener Zentralfriedhof (Gruppe 32 C, Nummer 58 A).

## Auszeichnungen
- 1966: Ehrenbürger der Universität Wien
- 1972: Großes Goldenes Ehrenzeichen am Bande für Verdienste um die Republik Österreich[4]
- 1972: Komturkreuz mit dem Stern des Landes Burgenland
- 1972: Großes Goldenes Ehrenzeichen mit dem Stern für Verdienste um das Land Wien
- 1972: Medaille des französischen Senats in Gold
- 1972: Großkreuz des Verdienstordens der Republik Italien
- 1974: Großkreuz des Verdienstordens der Volksrepublik Polen
- 1975: Großkreuz des Verdienstordens der Bundesrepublik Deutschland
- 1977: Ehrenzeichen für Verdienste um die Befreiung Österreichs
- 1977: Ehrenbürger der Stadt Wien
- 1979: Großkreuz des dänischen Dannebrogordens
- 1979: Großkreuz des spanischen Ordens Isabel la Católica
- 1980: Großkreuz des schwedischen Nordsternordens
- 1982: Kärntner Landesorden in Gold
- 1982: Medaille des französischen Präsidenten in Silber
- 1983: Ehrenurkunde des Gemeinderates der Stadt Eisenerz
- 1984: Großkreuz des portugiesischen Christusordens
- 1985: Großkreuz des Ordens der finnländischen Weißen Rose
- 1986: Medaille für Verdienste um das Parlament der Volksrepublik Polen
- Ehrenmedaille des Europarates in Silber
- Großkreuz des Nationalverdienstordens der Republik Frankreich
- Großkreuz des griechischen Ordens der Ehre
- Tschechoslowakische Medaille für Verdienste im Widerstand gegen den Faschismus
- Jugoslawischer Orden des Großen Sterns
- Rumänischer Orden Tudor Vladimirescu I. Klasse
- Jordanischer Orden der Renaissance I. Klasse
- Medaille in Gold des Parlaments von Südafrika
- Orden des Goldenen Herzens von Kenia II. Klasse
- Ehrenring der Federación Sindical de Trabajadores Mineros de Bolivia in Gold
- Medaille des Greater London Council in Silber
- Medaille des Bürgermeisters der Stadt Wien
- Ehrenmedaille der Wirtschaftsuniversität Wien
- Ehrensenator der Wirtschaftsuniversität Wien[5]